# إبراهام سكوت
إبراهام سكوت (بالإنجليزية: Abraham Scott)‏ هو سياسي أسترالي وبريطاني (وحمل سابقاً جنسية المملكة المتحدة لبريطانيا العظمى وأيرلندا)، ولد في 30 أكتوبر 1817، وتوفي في 19 نوفمبر 1903. في 1857 South Australian Legislative Council election ‏، انتخب عضو مجلس جنوب أستراليا التشريعي وقد انضم خلال فترته النيابية ‏ (9 مارس 1857 – 9 أغسطس 1867) للكتلة البرلمانية مستقل.